# Укрыто (озеро)
Укрыто — озеро в Плисской волости Невельского района Псковской области, к юго-западу от города Невель и к юго-востоку от озера Усвоя.
Площадь — 2,3 км² (232,0 га, с островами — 238 га). Максимальная глубина — 9,2 м, средняя глубина — 5,2 м.
На берегу озера расположена деревня Укрыто.
Проточное. Относится к бассейну реки Еменка, притока Ловати.
Тип озера лещово-уклейный. Массовые виды рыб: щука, окунь, плотва, лещ, красноперка, язь, густера, щиповка, уклея, линь, налим, вьюн, карась; широкопалый рак.
Для озера характерны песчано-илистое дно, камни, галька, каменистые гряды.